# Финно-саамские языки
Финно-саамские языки — гипотетическая подгруппа уральской языковой семьи, включающая языки, которые принадлежат к саамским и финским языкам. Существование подгруппы не является общепризанным.

## Связанные гипотезы
Вероятно, что мордовские языки близки и к финским, и к саамским, так как эти три группы сближает наличие общих нововведений в системе согласных. В то же время, часть нововведений в системе гласных присуща только мордовским и саамским.
Некоторые исследователи вводят «северо-западную» группу финно-угорских языков, охватывающую не только финские и саамские языки, но и вымершие языки, на которых когда-то говорили на севере европейской части России и чье присутствие можно отследить по топонимике.